# Нижня Тура
Нижня Тура́ (рос. Нижняя Тура) — місто, центр Нижньотуринського міського округу Свердловської області.

## Географія
Місто знаходиться на східному схилі Уральських гір в північній частині Середнього Уралу. Розташоване на річці Тура (басейн Обі) за 220 кілометрів на північ від Єкатеринбургу.

## Населення
Населення — 22006 осіб (2010, 24247 у 2002).

## Персоналії
- Паперний Євген Васильович (* 1950) — український актор театру, кіно та дубляжу.